# Самойлов, Александр Филиппович
Алекса́ндр Фили́ппович Само́йлов (до 1892 года Абрам Фишелевич Шмуль; 26 марта [7 апреля] 1867, Одесса — 22 июля 1930, Москва) — русский и советский физиолог.

## Биография

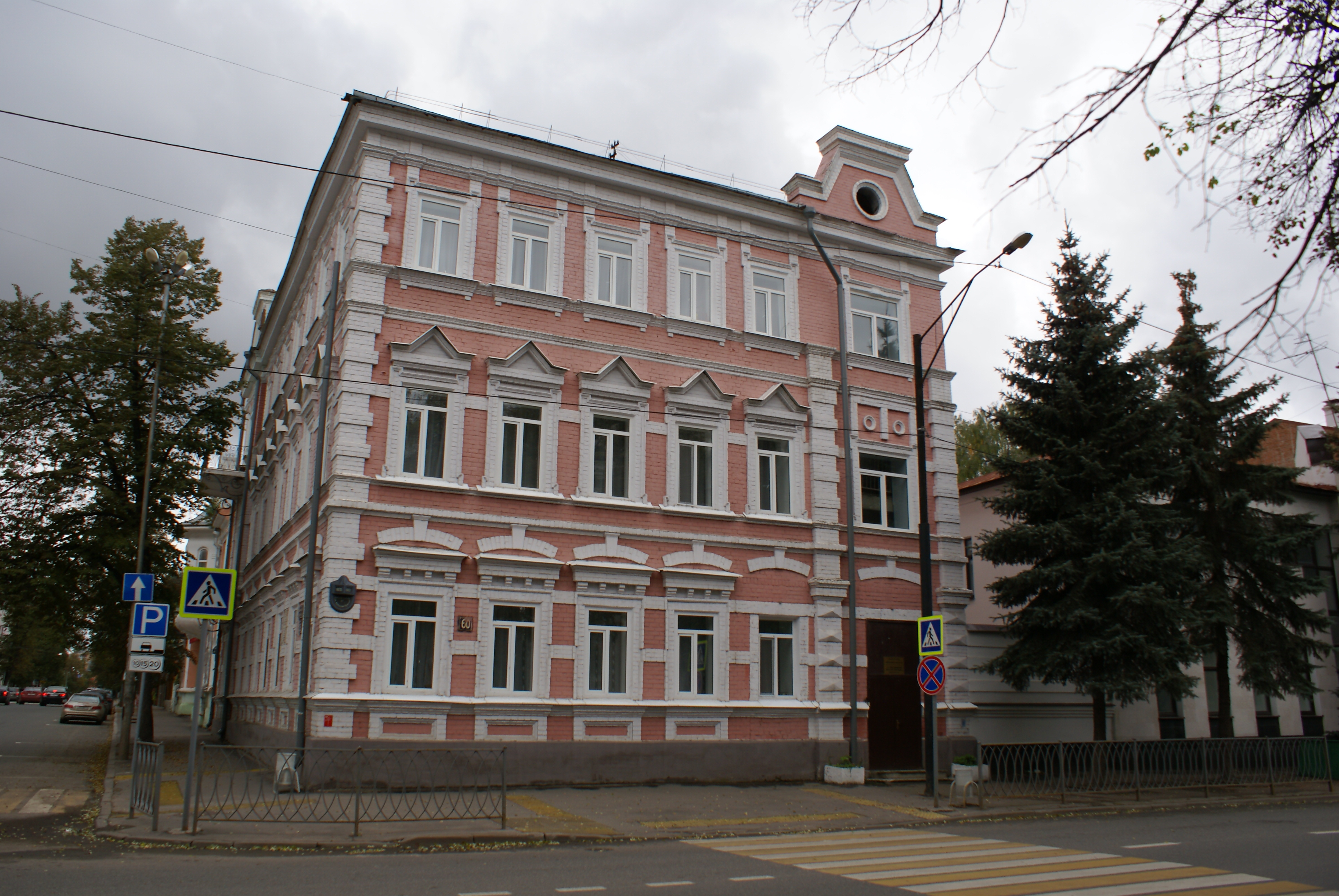
Дом, в котором жил профессор А. Ф. Самойлов

Родился 26 марта (7 апреля) 1867 года в Одессе в еврейской мещанской семье. Отец — овидиопольский купец (позднее одесский мещанин) Фишель Абрамович Шмуль, мать — Хава Марковна Шмуль. Брат — минералог Яков Владимирович Самойлов (Яков Фишелевич Шмуль).
С 1873 по 1883 годы обучался в 3-й Одесской гимназии. Уже здесь проявился его большой интерес к естественным наукам. Помимо занятий в гимназии, увлекался музыкой, аккомпанируя ученическому хору на фисгармонии.
В 1884 году поступил на естественно-историческое отделение физико-математического факультета Новороссийского университета. С целью непосредственного изучения физиологии и медицины, в 1886 году он переводится на медицинский факультет Дерптского университета. Во время обучения в Дерпте, под руководством руководителя фармакологической лаборатории Рудольфа Коберта выполнил свои первые научные работы: «О судьбе железа в животном организме» и «К фармакологии серебра», опубликованные ещё под исходным именем. Первая из этих работ была представлена в качестве диссертации. 
В 1891 году Абраму Фишелевичу Шмулю была присуждена степень доктора медицины. В 1892 году после окончания Дерптского университета был командирован в Тобольск на борьбу с эпидемией холеры. В том же году, стремясь к экспериментальной работе, принял православие и имя Александр Филиппович Самойлов (русский аналог фамилии Шмуль), что дало ему право жительства в Санкт-Петербурге, где он устроился в Институт экспериментальной медицины — в возглавляемую Иваном Павловым физиологическую лабораторию.
Осенью 1894 года по приглашению И. М. Сеченова занял должность сверхштатного лаборанта при кафедре физиологии Московского университета. Здесь помимо научных исследований (капиллярный электрометр), Самойлов ведет большую педагогическую и лекторскую работу. С 1896 года — приват-доцент кафедры физиологии.
3 октября 1903 года был избран профессором на кафедру зоологии, сравнительной анатомии и физиологии физико-математического факультета Казанского университета. С 1924 года Самойлов одновременно руководил лабораторией в Казани и кафедрой физиологии животных физико-математического факультета Московского университета.
Скончался 22 июля 1930 года, похоронен на Введенском кладбище (23 уч.).

## Направления исследований
Самойлов развивал физико-химическое направление в физиологии; автор оригинальных методов исследования физиологии сердца и нервно-мышечного аппарата. Основные труды Самойлова по электрофизиологии (с применением усовершенствованных им капиллярного электрометра и струнного гальванометра) получили мировую известность. Самойлов — один из создателей электрокардиографии. Определил температурный коэффициент для процесса передачи нервного импульса с нерва на мышцу и показал, что этот процесс носит химический характер (1925). Экспериментально доказал (1927, совместно с М. А. Киселёвым) гуморальную природу центрального торможения. Один из создателей учения о медиаторах.
Рефлекторное кольцо — термин использованный впервые А. Ф. Самойловым в статье «Кольцевой ритм возбуждения», «Научное слово» № 2, 1930 г. Переиздано в Сборнике «Избранные речи и статьи» Москва, 1946 г. Поэтому приоритет в данном словосочетании принадлежит отнюдь не Бернштейну Н. А. и тем более не Анохину П. К., а Советскому Физиологу, сподвижнику Павлова И.П, и Сеченова И. М., учёному Самойлову А. Ф. По данным редактора Шестакова М. П., исследователь Бернштейн Н. А. ввёл данный термин в 1935 году, но уже, как было указано, в 1930 году термин «рефлекторное кольцо» использовался в работах Самойлова А. Ф.
Указанная работа опередила на десятилетия все исследования в области кибернетики. В своей книге «Кибернетика» Винер использует аналогичный пример с карандашом, который привёл Самойлов А. Ф. в данной статье. При этом никаких ссылок данный автор, то есть как бы «отец кибернетики» на Самойлова А. Ф. не делает.
Самойлов А. Ф. очень даже хорошо понимал, что при передаче сигнала с клетки на клетку затрачивается время. Сейчас, когда теория автоматического управления уже достаточно хорошо разработана, сей факт, который абсолютно спокойно можно описать оператором Лапласа, не вызывает сомнений. Задержка является основным временным показателем, который реально может повлиять на показатель колебательности процесса.
Использовав идеи Самойлова А. Ф., тот же Анохин П. К. и Бернштейн Н. С. не обратили внимание на данный факт, что сразу поставило разработанные ими без ссылок на первоисточник теории в разряд недостоверных по определению.
Данная статья является логически законченной теорией автоматического управления, которая позволяет создать разные направления в исследованиях, чем и воспользовались некоторые нечистоплотные авторы. Тем более в этом же году 1930, Самойлов А. Ф. скоропостижно скончался.

## Семья
- Жена — Анна Александровна Самойлова (в девичестве Бари, 1876—1948), дочь инженера и предпринимателя Александра Вениаминовича Бари. Четверо детей. Дочь Вера (1907—1979) была замужем за математиком и механиком Н. Г. Четаевым[12].

## Публикации
- «Определение ферментативной силы жидкостей, содержащих пепсин по способу Метта» («Архив биологических наук»[13], том II, 1893);
- «Ueber den maximalen Tetanus der quergestreiften Muskeln» («Arch. fur Anat. und Physiolog.», 1898);
- «Ueber die eigentliche elektromotorische Kraft des muskularen Demarkationsstromes» («Arch. fur d. ges. Physiologie», 1899);
- «Beitrage zur Elektrophysiologie des Herzens» («Arch. f. Anat. u. Physiol.», 1906).
- Механическое воззрение на жизненные процессы // Успехи экспериментальной биологии. 1924. Т.3.Вып.1-2.
- Диалектика природы и естествознание // Под знаменем марксизма. 1926, № 4-5.
- И. М. Сеченов и его мысли о роли мышцы в нашем познании природы // Научное слово, 1930, № 5. C. 44-65.
- Воспоминания о профессоре Вильгельме Эйнтховене, в кн. Самойлов А. Ф. Избранные статьи и речи. М.-Л., 1946.

## Премии
- Премия имени В. И. Ленина (1930)

## Известные адреса

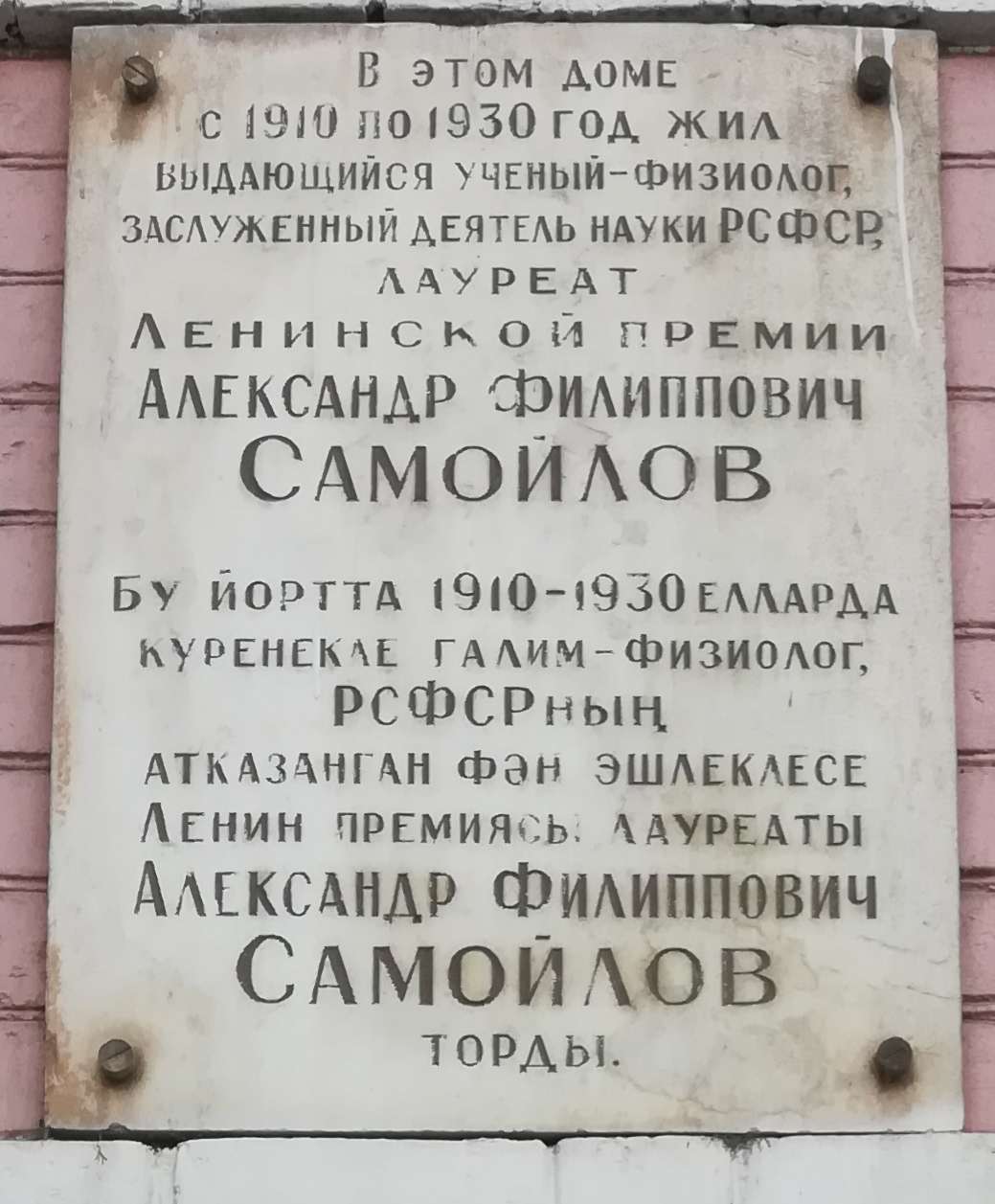
Мемориальная доска в Казани

(1910—1930) Казань, улица Муштари, 35